# 高坪区

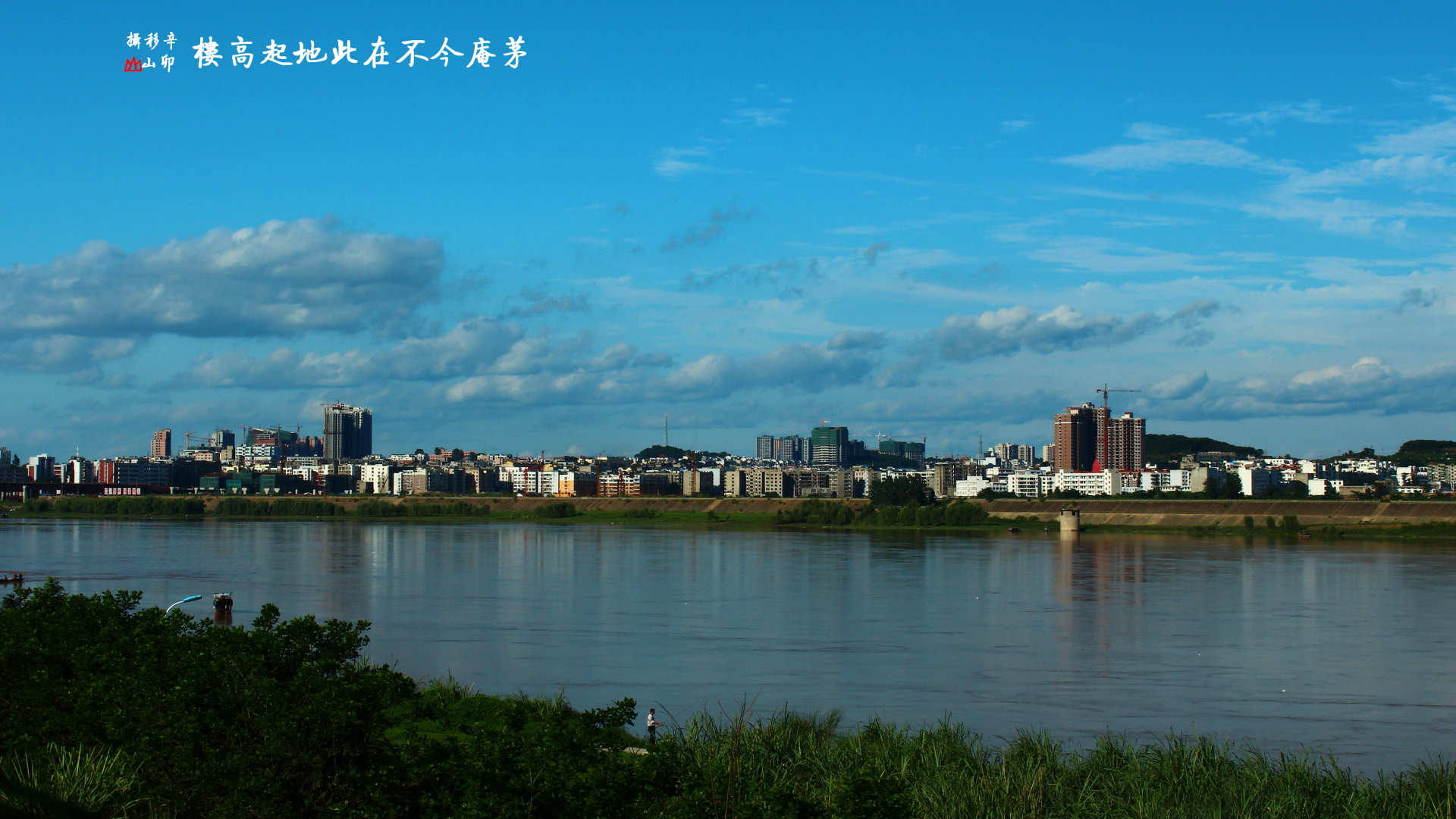

高坪区是中国四川省南充市所辖的一个市辖区。前身为南充县的一部分，1993年，南充地区行政区划调整，撤销南充地区、南充市（县级）、南充县，设立地级南充市，以原南充地区辖区为地级南充市辖区，将县级南充市、南充县重新划分为顺庆区、高坪区、嘉陵区三个市辖区。高坪区为嘉陵江以东部分。
高坪区区政府所在地为高坪镇，区以此得名，后高坪镇多次更名、析置，现高坪区政府驻地为白塔街道办。全区面积为812平方千米，人口55.51万。

## 行政区划
高坪区下辖8个街道办事处、10个镇、1个乡：
白塔街道、清溪街道、小龙街道、龙门街道、青莲街道、都京街道、老君街道、螺溪街道、江陵镇、擦耳镇、东观镇、长乐镇、胜观镇、阙家镇、石圭镇、青居镇、会龙镇、走马镇和佛门乡。